# Gaisburger Marsch

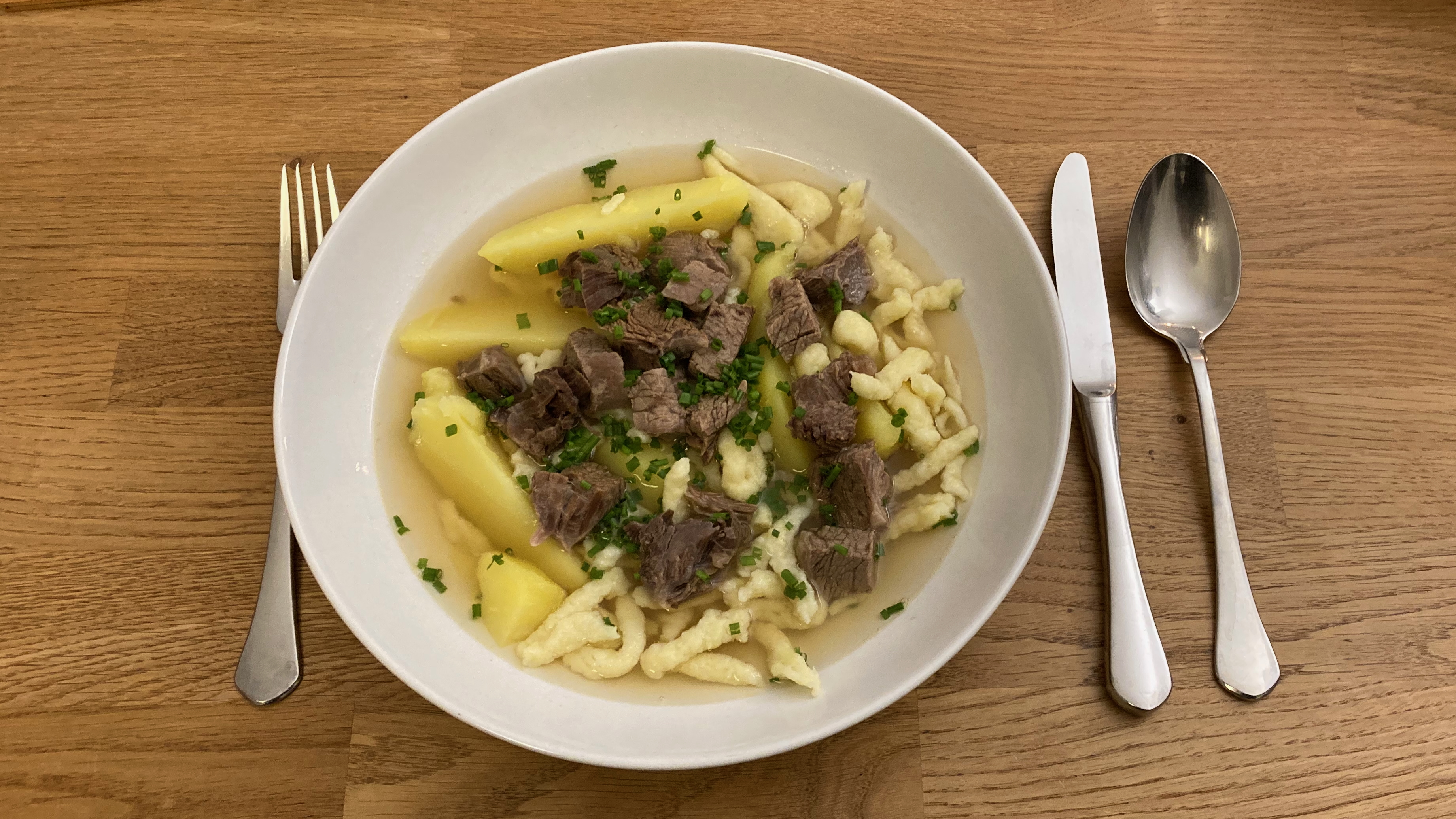
Gaisburger Marsch

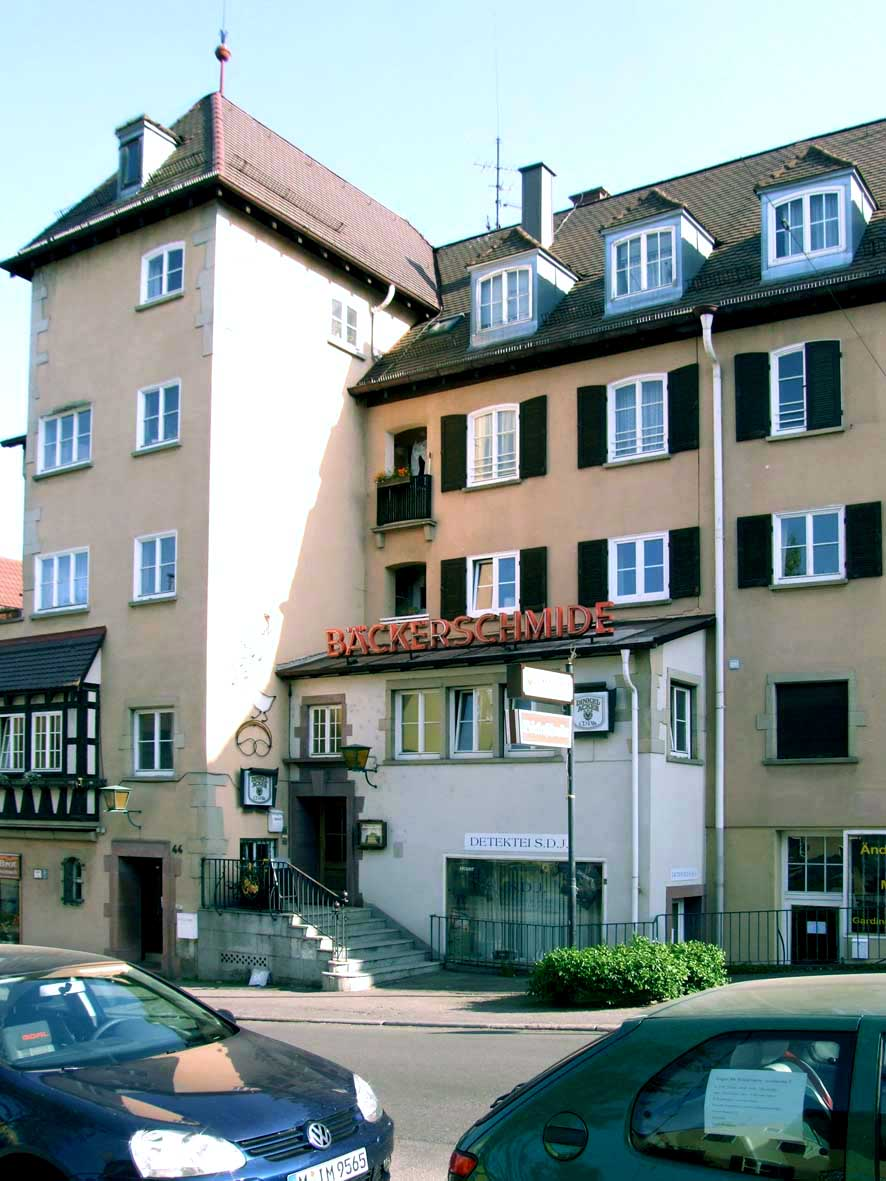
Die Gaststätte Bäckerschmide in Stuttgart-Gaisburg (2007)

Gaisburger Marsch, Verheierte, Kartoffelschnitz und Spätzle oder Böckinger Feldg(e)schrei ist ein traditionelles  schwäbisches Eintopfgericht. Er vereint als Besonderheit die Beilagen Kartoffeln und Teigware (in Form von Spätzle) miteinander. Auf diese Verbindung spielt der Name Verheierte („Verheiratete“) an. Der Name Gaisburger Marsch rührt vom Stuttgarter Stadtteil Gaisburg her.
Zur Zubereitung wird eine kräftige Rinderbrühe mit Ochsenfleisch und Suppengrün gekocht. Das Fleisch wird in Würfel geschnitten und mit gekochten Kartoffeln und Spätzle auf einem Teller angerichtet. Die heiße Brühe wird darüber gegossen und mit in Butter goldbraun gebratenen Zwiebeln sowie gehackter Petersilie serviert.

## Namenslegende
Für den Begriff Gaisburger Marsch gibt es mehrere Entstehungslegenden. Der älteste bekannte schriftliche Beleg ist aus dem Jahr 1933 und steht im Zusammenhang mit dem Eintopfsonntag.
Eine Legende besagt, dass im 19. Jahrhundert Stuttgarter Offiziersanwärter eine Vorliebe für einen kräftigen Ochsenfleischeintopf mit Spätzle und Kartoffeln entwickelten, der in der im nahen Gaisburg befindlichen Gaststätte Bäckerschmide serviert wurde. Da die Offiziersanwärter auf dem Weg von der Berger Kaserne in dieses Wirtshaus eine gewisse militärische Marschordnung einhalten mussten, trug das Gericht letztlich den Namen Gaisburger Marsch.
Einer anderen Version nach kamen die Gaisburger Männer angeblich in Kriegsgefangenschaft und ihren Frauen wurde erlaubt, sie mit einer Schüssel Essen pro Tag zu versorgen. In diese Schüssel wurde alles getan, was gut schmeckte und nahrhaft war. Damit marschierten die Frauen dann jeden Tag zu ihren Männern.
Im namensgebenden Stuttgarter Stadtteil Gaisburg wird die Geschichte dieses Gerichts einmal jährlich in den Sommermonaten mit einem mehrtägigen Fest gefeiert.
Der Gaisburger Marsch gilt als Lieblingsgericht des ehemaligen Bundespräsidenten Horst Köhler, der es zu seinem Amtsantritt 2004 mehreren tausend Gästen bei einem Mahl der Demokratie servieren ließ. Zu diesem Lieblingsgericht bekannten sich außerdem der ehemalige Generalinspekteur der Bundeswehr Wolfgang Schneiderhan, der Koch Harald Wohlfahrt und der SPD-Politiker Wolfgang Drexler.
In Österreich wird ein ähnliches Gericht als Grenadiermarsch bezeichnet.